# Scilatelle

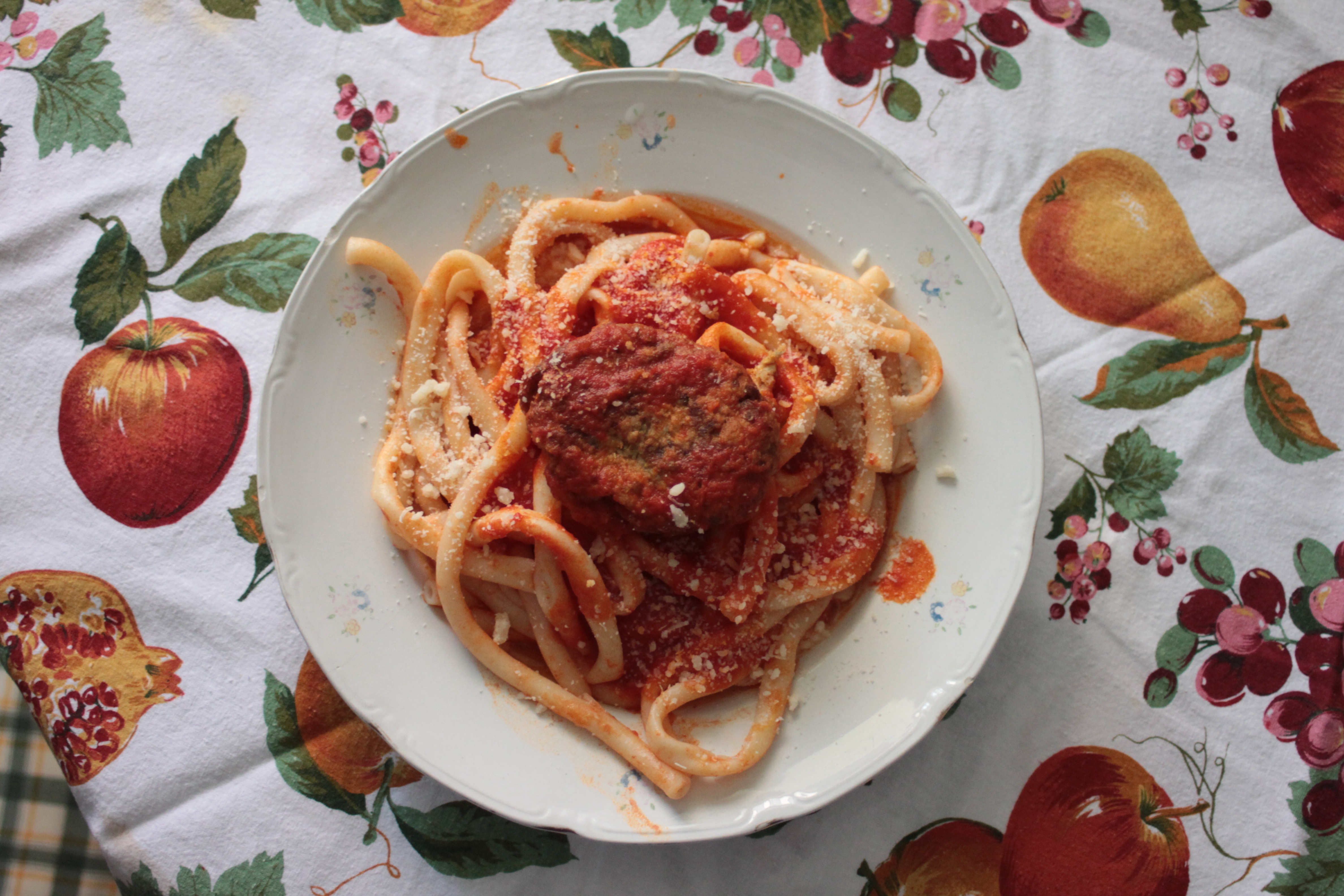
Pasta fatta in casa con Braciola di melanzane

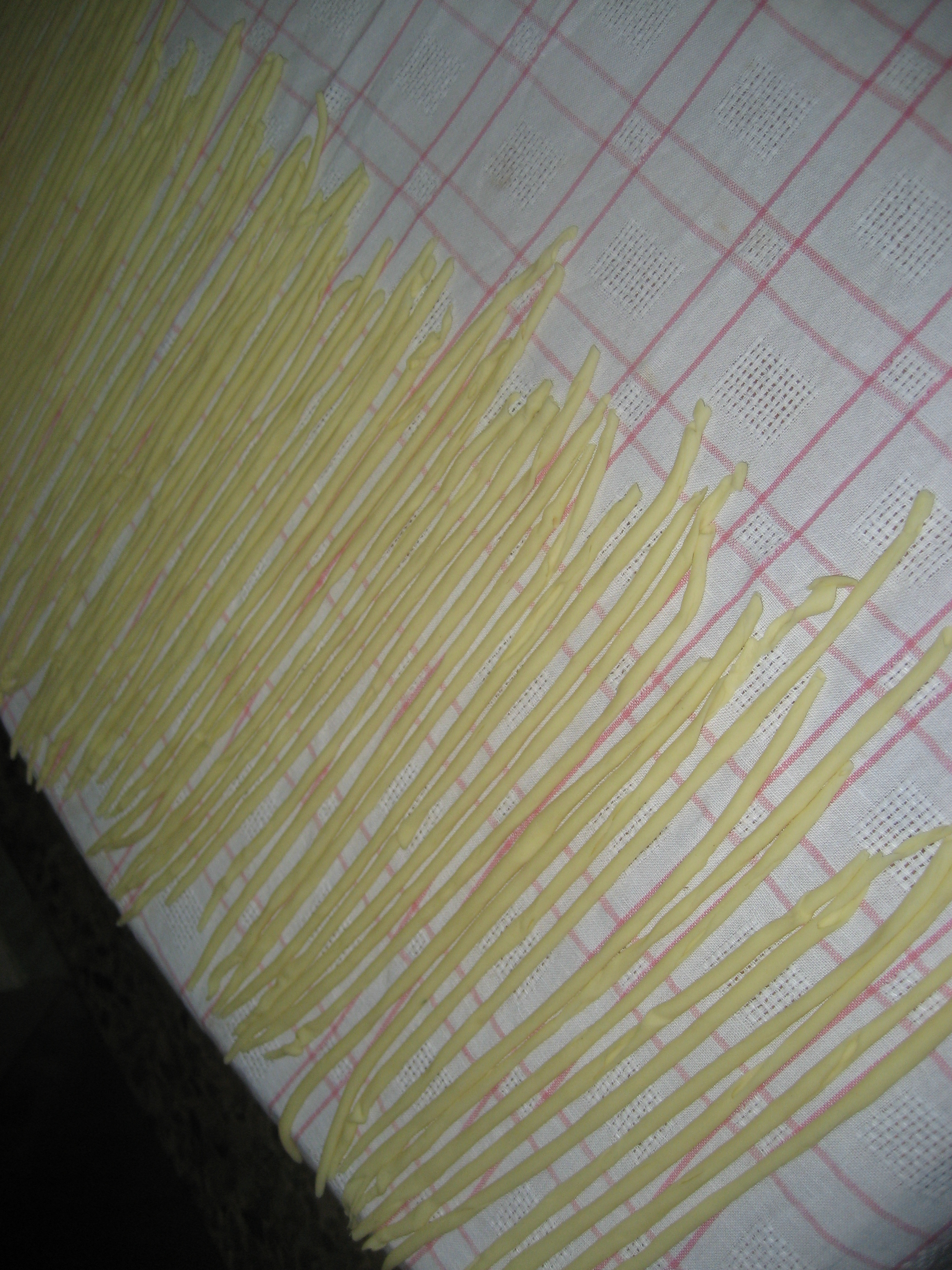
Preparazione delle Scilatelle

Le  scilatelle sono un piatto tipico della cucina calabrese.
La forma della pasta si prepara tradizionalmente con steli di ampelodesmo che le conferiscono una forma allungata.
Il piatto di pasta viene poi preparato con un ragù a base di carne di capra ma anche con olive.